# Wyżyna Krakowsko-Częstochowska
Wyżyna Krakowsko-Częstochowska (341.3) – makroregion geograficzny położony w południowej Polsce, wschodnia część Wyżyny Śląsko-Krakowskiej. Znajduje się w dorzeczu górnej Wisły oraz górnej Warty. Historycznie Wyżyna Krakowsko-Częstochowska leży w zachodniej Małopolsce przy granicy ze Śląskiem. Na Wyżynie zbudowano system średniowiecznych zamków, niegdyś strzegących granicy Królestwa Polskiego przed napadami z Górnego Śląska (tzw. Orle Gniazda).

## Nazewnictwo
Nazwę Wyżyna Krakowsko-Częstochowska wprowadził w 1947 r. Stanisław Pietkiewicz. W 1987 r. została ona przez Komisję Ustalania Nazw Miejscowych i Obiektów Fizjograficznych uznana za poprawną nazwę tego mezoregionu i jest najczęściej używana przez geografów. W praktyce jednak, zwłaszcza w popularnych opracowaniach turystycznych, często używane są także inne określenia, takie jak Jura Krakowsko-Częstochowska, Jura Krakowska, Jura Polska. Potocznie mówi się po prostu Jura, a nazwa ta pochodzi od licznie występujących skał i ostańców pochodzących z okresu jury. Niekiedy używa się także nazwy Wyżyna Krakowsko-Wieluńska. Ta jednostka geograficzna jednak obejmuje łącznie Wyżynę Krakowsko-Częstochowską oraz Wyżynę Wieluńską (341.21) i jest niespójna z regionalizacją Polski według Jerzego Kondrackiego.

## Regionalizacja fizycznogeograficzna
Wyżyna Krakowsko-Częstochowska tworzy pas długości ok. 80 km, pomiędzy Krakowem a Częstochową. Ma powierzchnię około 2615 km² i dzieli się na następujące mezoregiony fizycznogeograficzne:
- Wyżynę Częstochowską,
- Wyżynę Olkuską,
- Rów Krzeszowicki,
- Garb Tenczyński[1].

## Geologia i geomorfologia
Geologiczna przeszłość
Obszar Wyżyny Krakowsko-Częstochowskiej stanowił niejednokrotnie dno morza, przez co powstało wiele warstw skał (dolomity, margle, wapienie). Dominują wapienie górnojurajskie tworzące płytę. Charakterystyczne są wystające ponad powierzchnię zrównania liczne wapienne ostańce wznoszące się na wysokość do kilkudziesięciu metrów powstałe w wyniku procesów krasowych jakie panowały w podzwrotnikowym klimacie trzeciorzędu. Wynikiem procesów krasowych są także liczne jaskinie i schroniska ze stalaktytami, stalagmitami oraz stalagnatami.
Geomorfologia
Wapienna płyta budująca wyżynę opada w kierunku północno-wschodnim, gdzie zapada pod piaskowce i iły z okresu kredy. Teren wznosi się na wysokość około 300 m n.p.m., po wschodniej stronie Częstochowy, do około 500 m w części południowej. W dwóch miejscach wyżyna wznosi się powyżej 500 m n.p.m. Najwyższe miejsce znajduje się na terenie wsi Podzamcze w gminie Ogrodzieńca – Góra Zamkowa, inaczej Góra Janowskiego, 515,5 m (na starszych mapach podawana jest niewłaściwa wysokość – 504,5 m). Wyżyna przekracza także 500 m n.p.m. w rejonie wzgórza Skałka 502 (inaczej Grodzisko, 512,8 m) w Jerzmanowicach. Ku zachodowi opada stromo do Wyżyny Śląskiej ok. 100-metrową krawędzią, tzw. kuestą jurajską, na wschodzie przechodzi łagodnie w Nieckę Nidziańską. Południowa część Wyżyny Krakowsko-Częstochowskiej tworzy Garb Tenczyński, który jest oddzielony od pozostałej jej części Rowem Krzeszowickim. Rów Krzeszowicki stanowi drogę przejścia ze Śląska do Małopolski.
Wierzchowina pocięta jest dolinami erozyjnymi. Od południa uskok tektoniczny Rów Krzeszowicki oddziela Wyżynę Olkuską. Najwięcej wzniesień jest w okolicach Krakowa.
Najwyższe wzniesienia
Góra Zamkowa (Janowskiego) (515,6 m), Grodzisko (512,8 m), Wielka Skała (512,8 m), Kapucyn (502 m).
Gleby
Przeważnie mało urodzajne gleby, powstały głównie na polodowcowych piaskach bielice lub na wapieniach szkieletowe rędziny. Oprócz nich występują powstałe na lessach gleby brunatnoziemne.

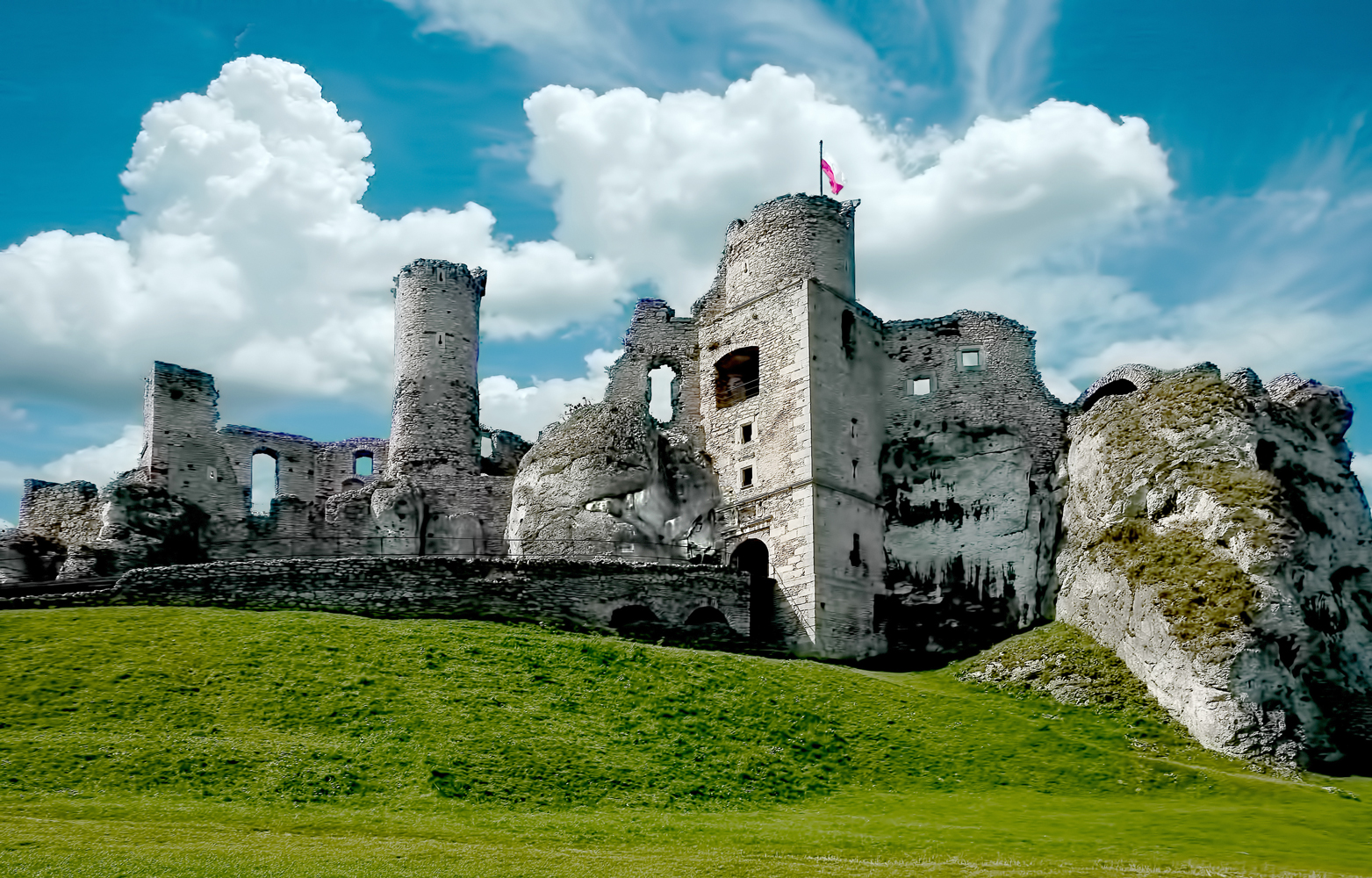
Ruiny Zamku Ogrodzieniec w Podzamczu
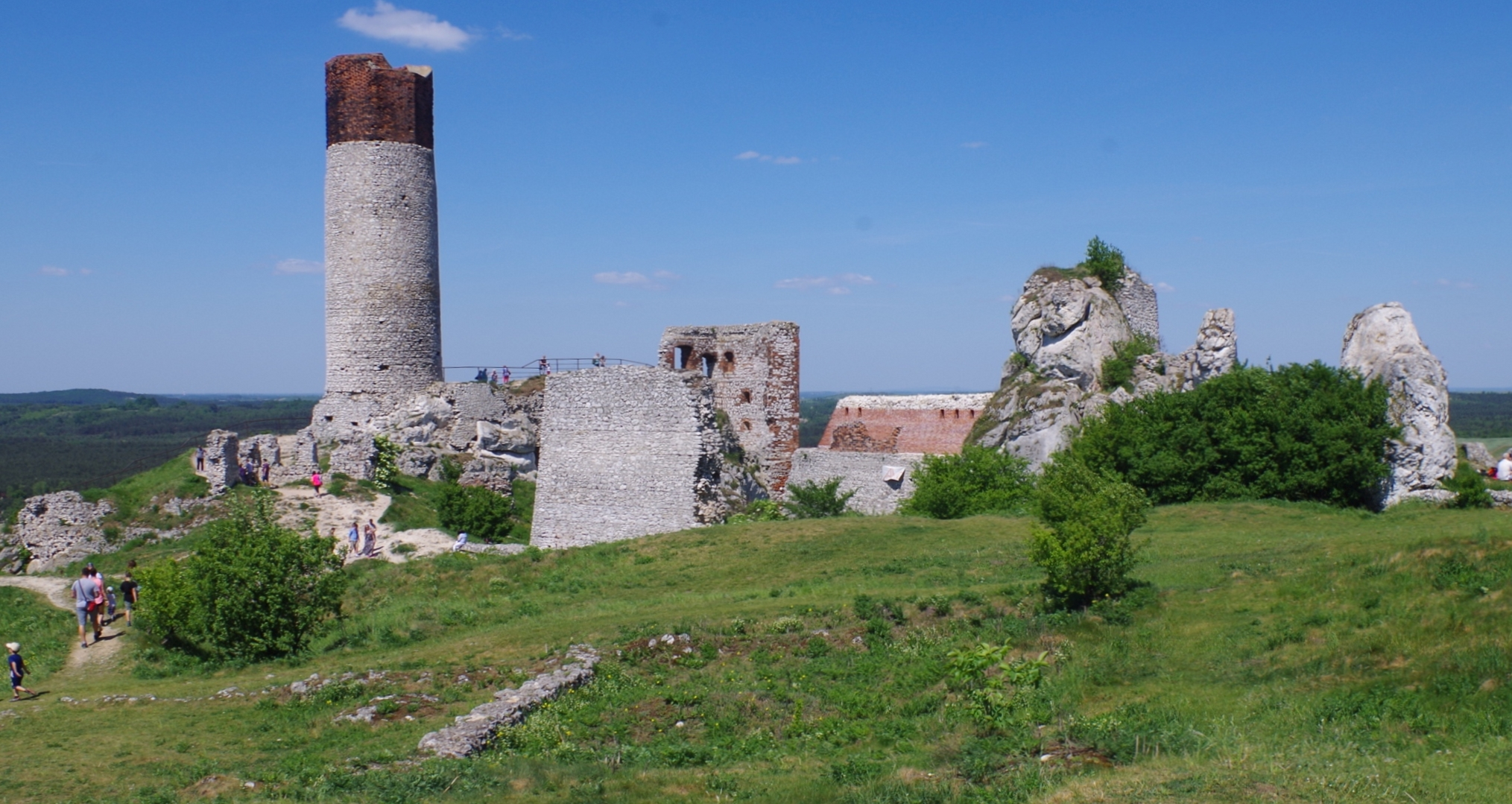
Ruiny Zamku w Olsztynie
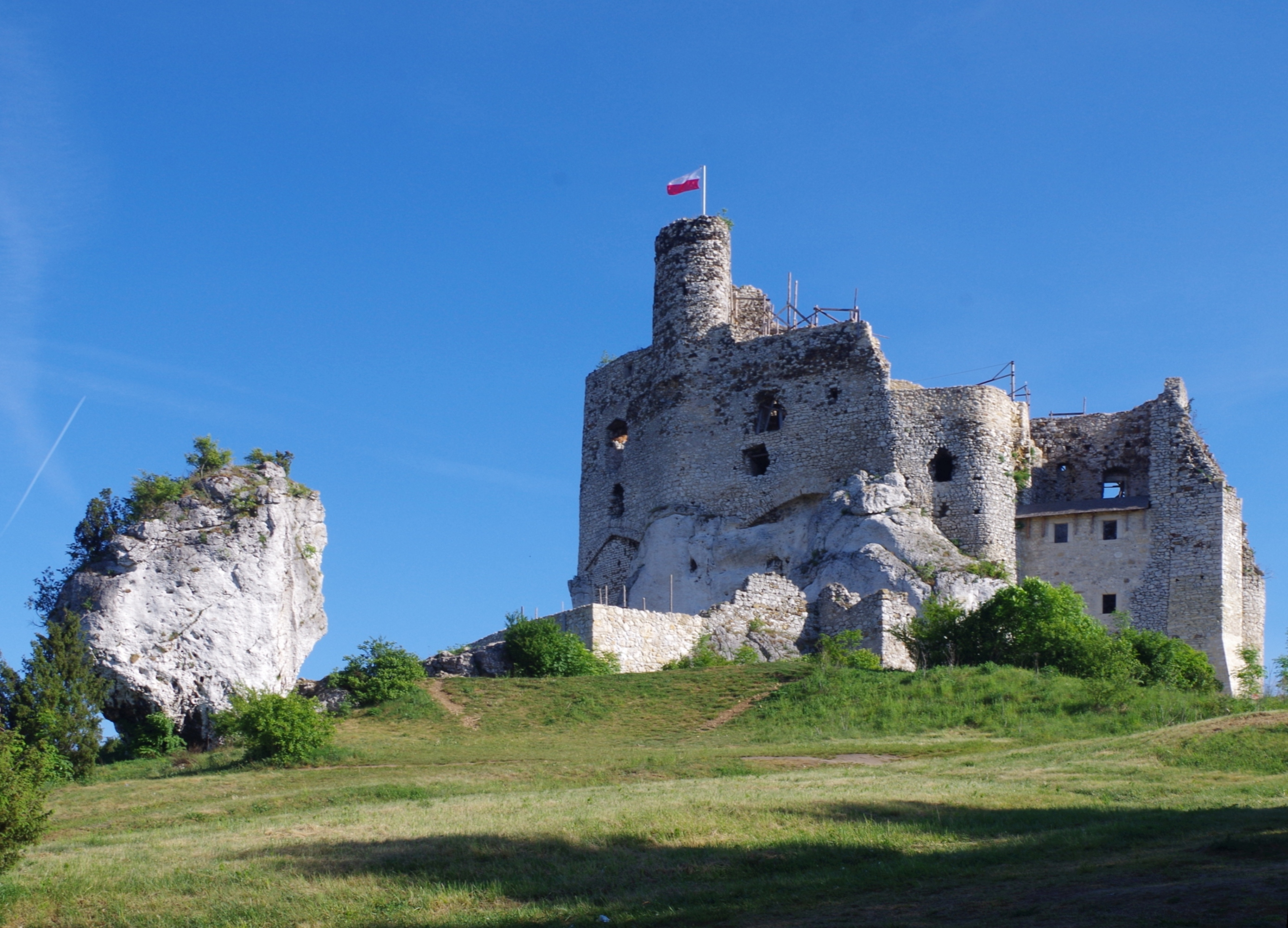
Ruiny Zamku w Mirowie
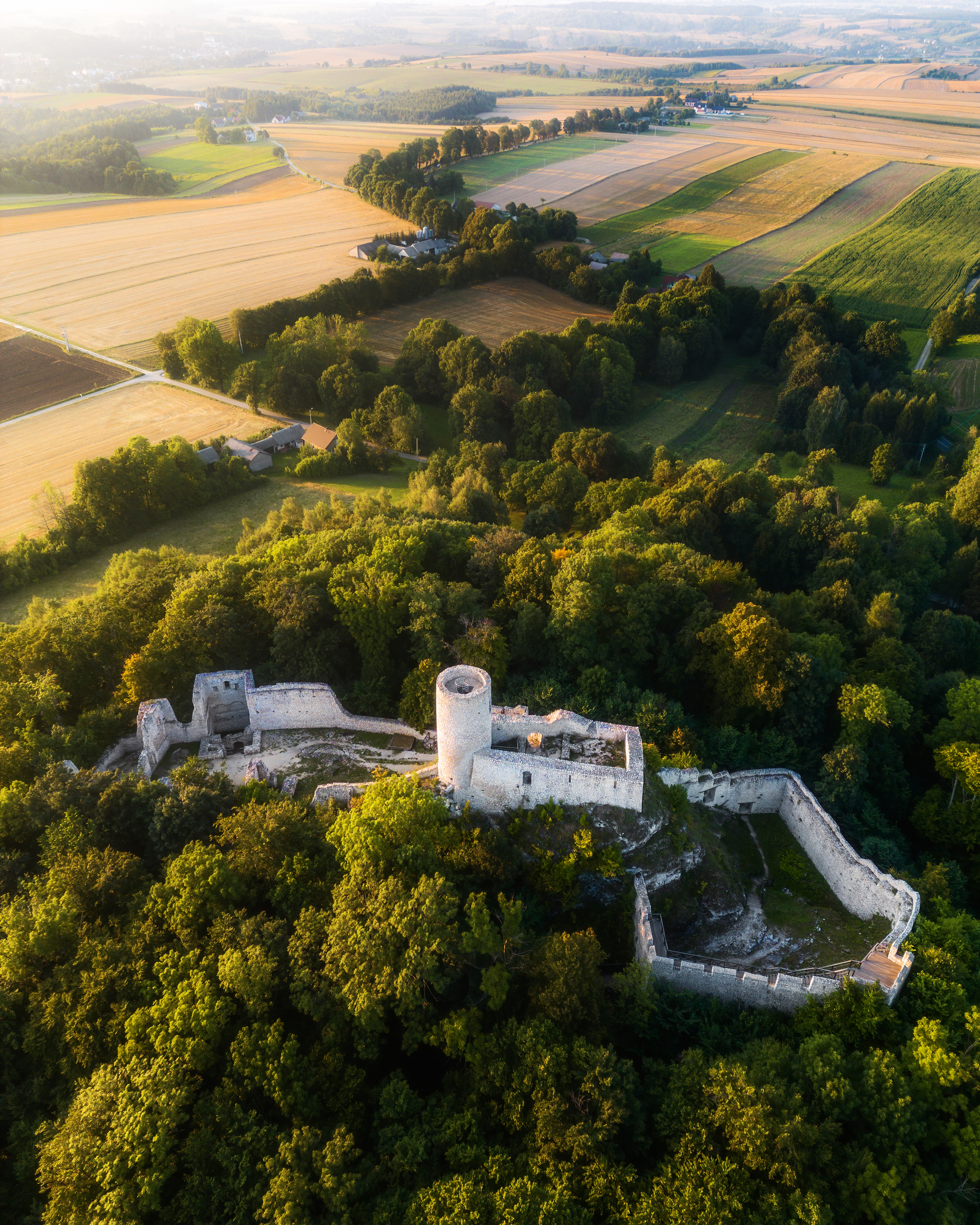
Ruiny Zamku w Smoleniu
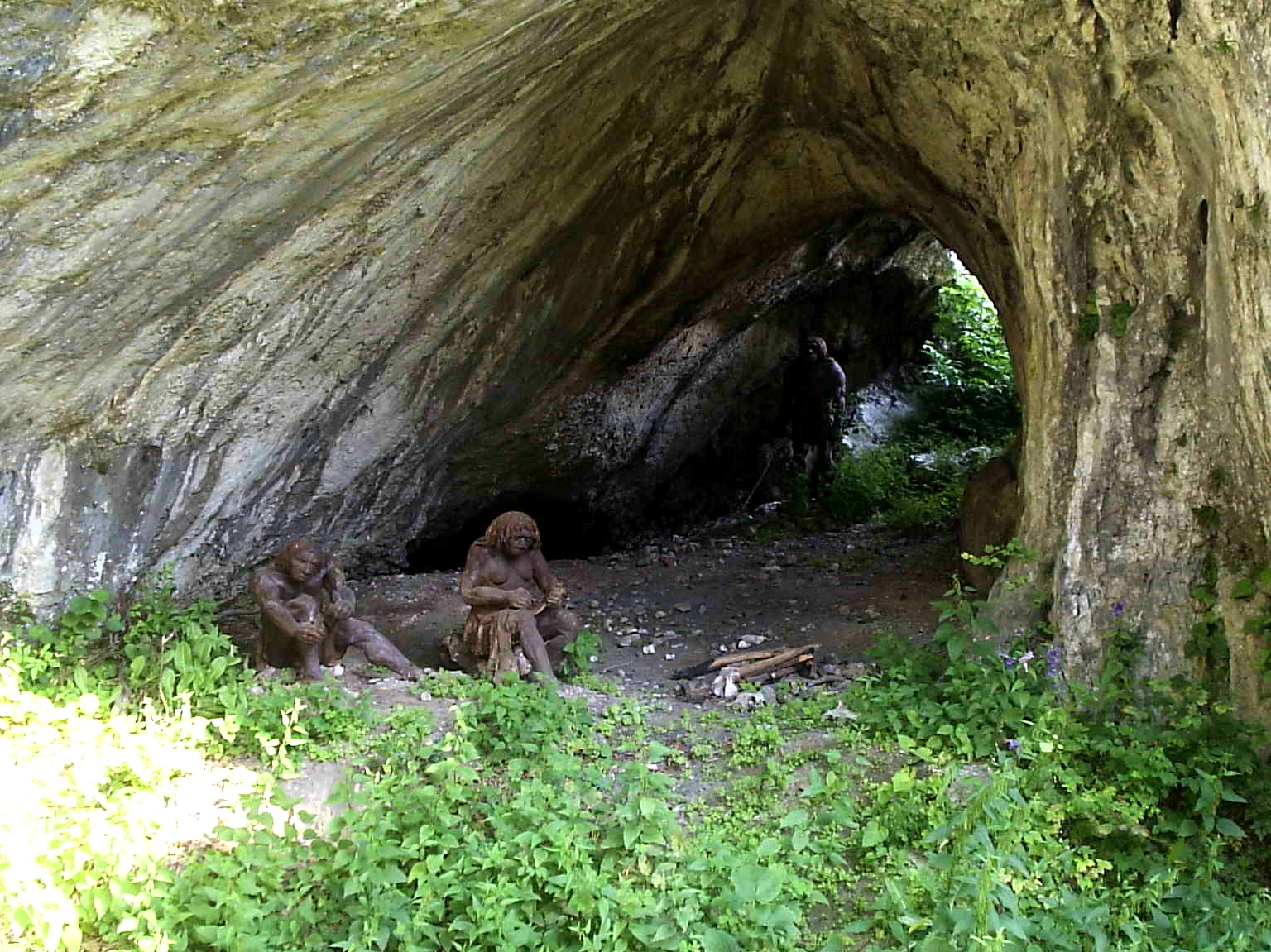
Grota neandertalczyków w Jaskini Ciemnej
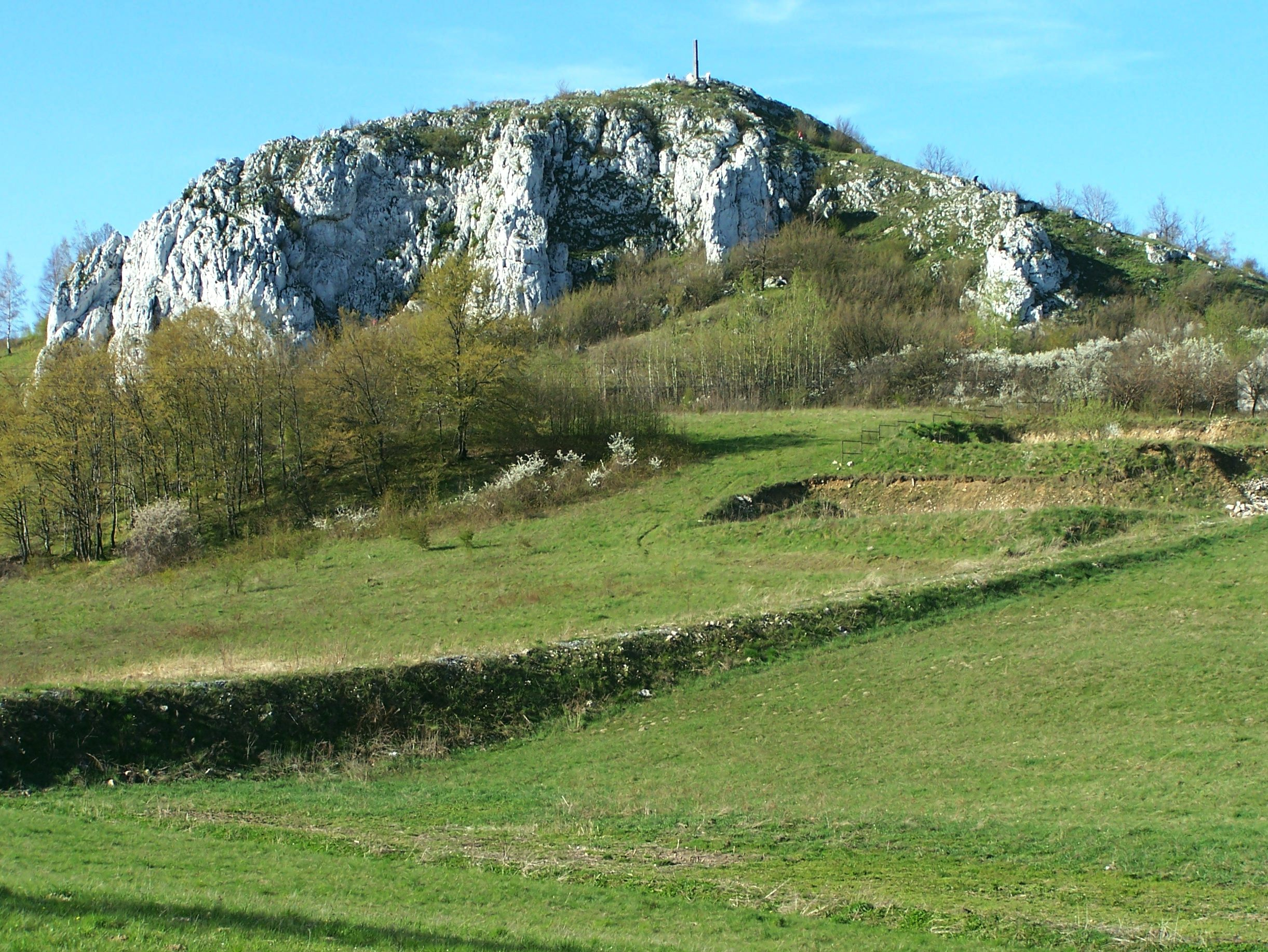
Skała Grodzisko
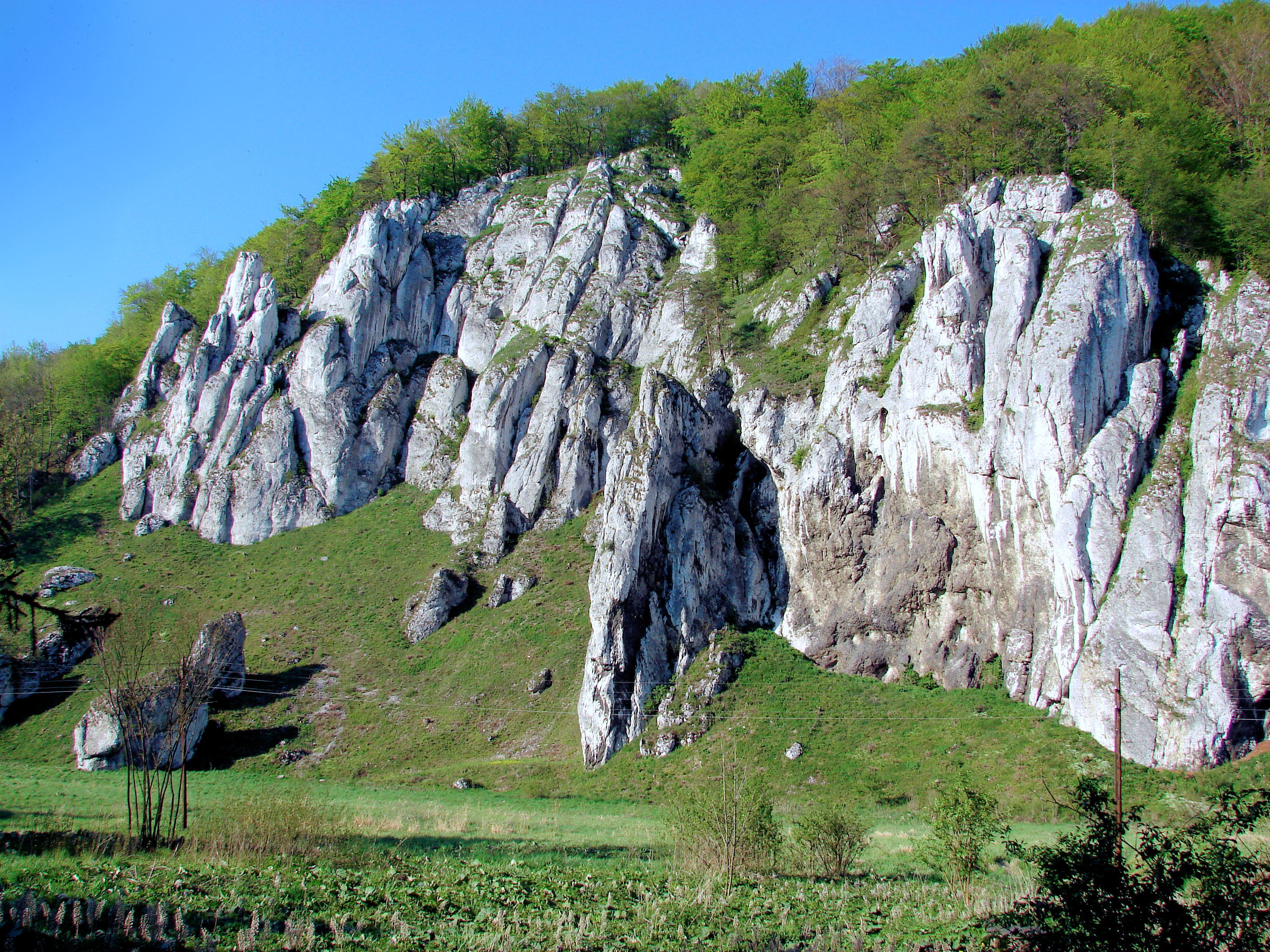
Skały Koronne w Dolinie Prądnika
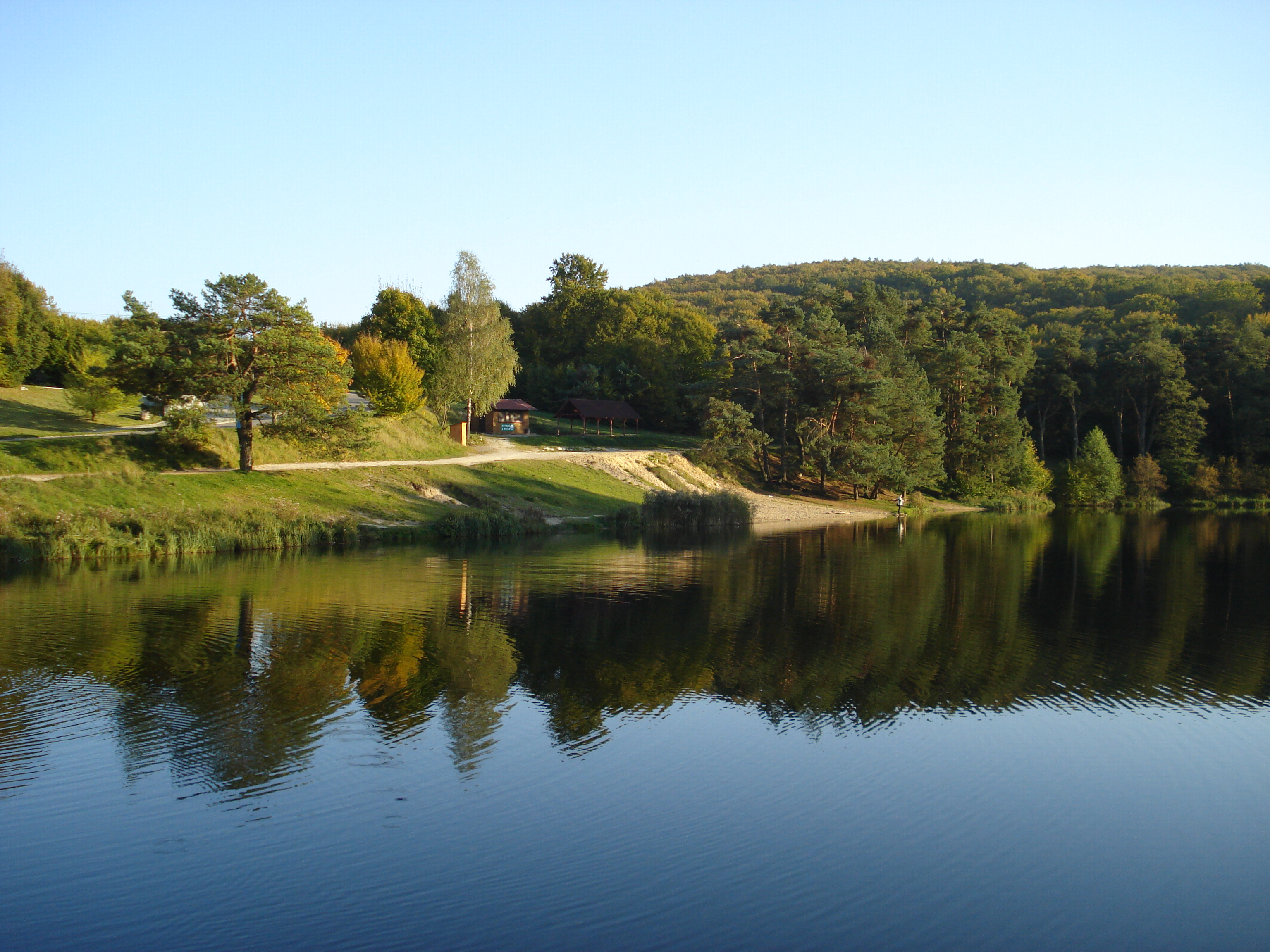
Staw Amerykan w Złotym Potoku
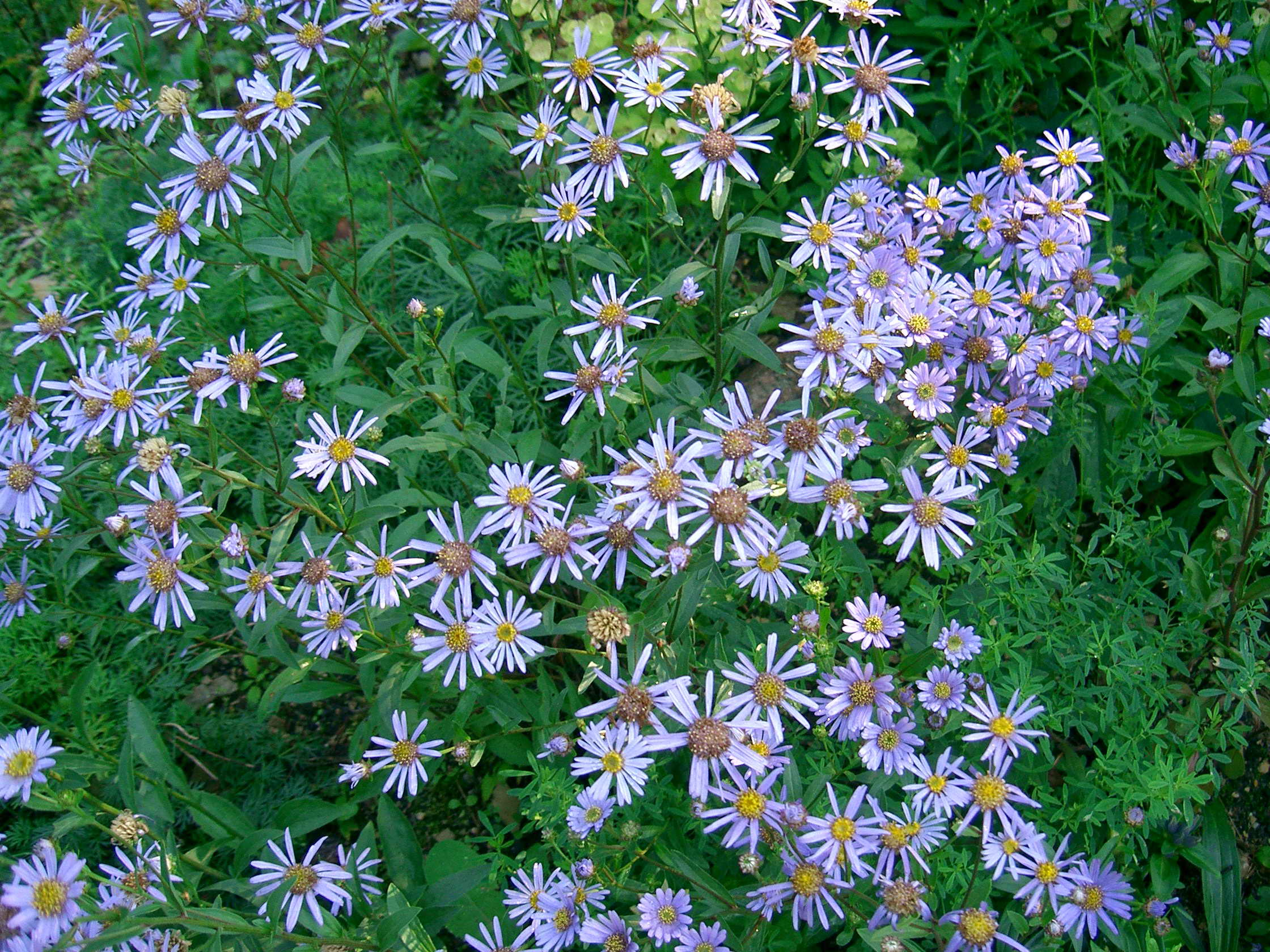
Aster gawędka
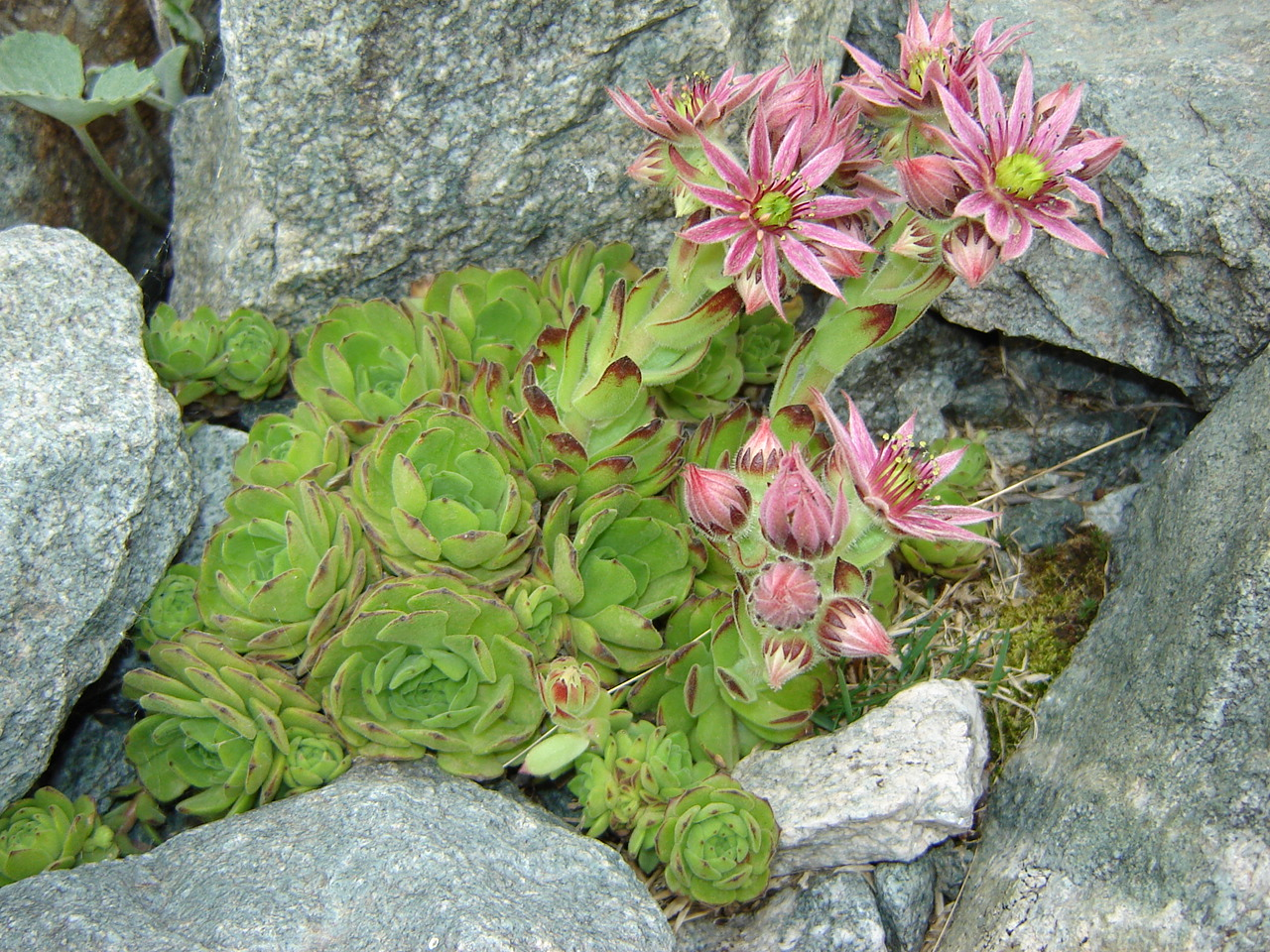
Rojnik górski
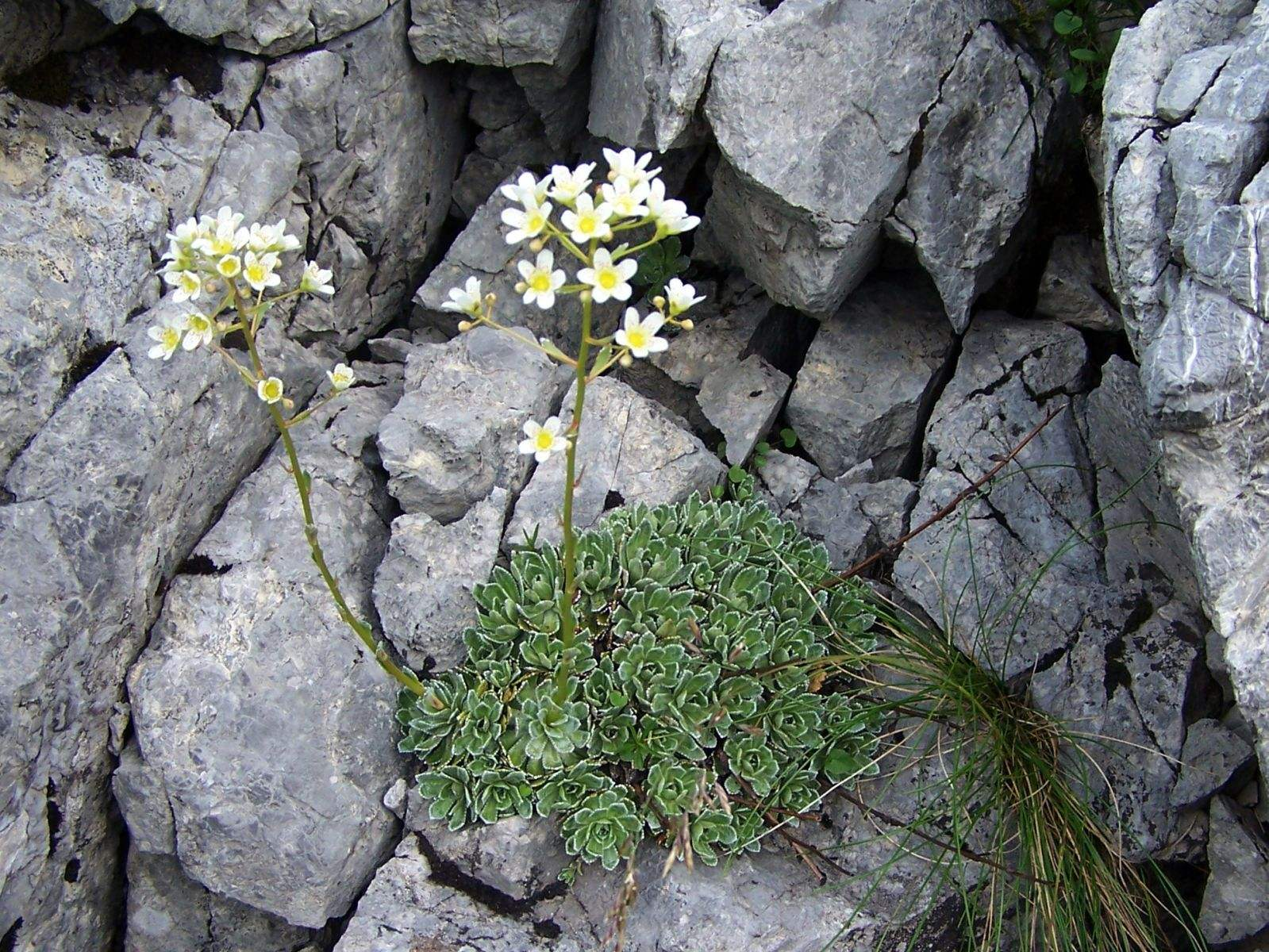
Skalnica gronkowa
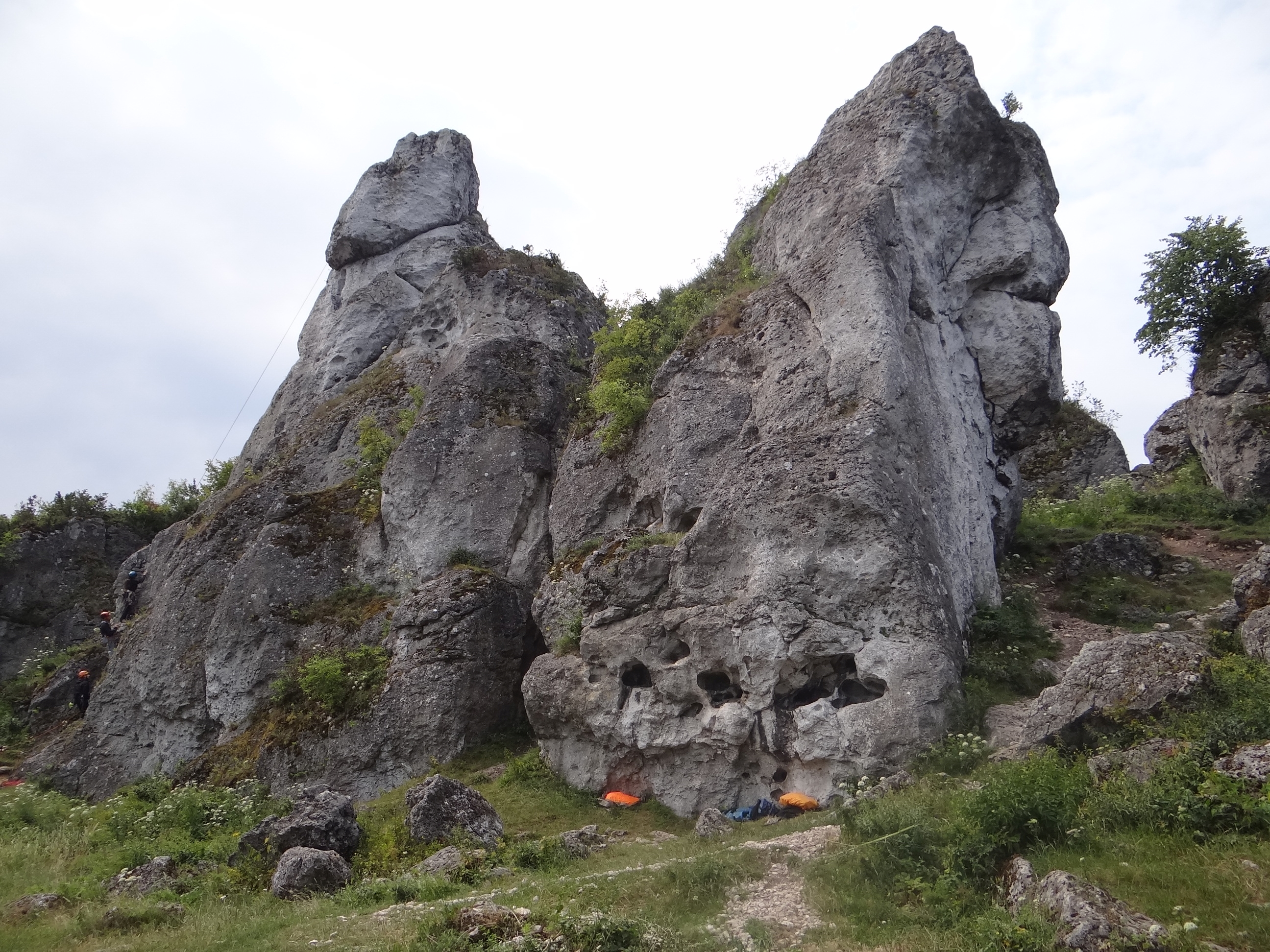
Skała Wielbłąd na górze Zborów
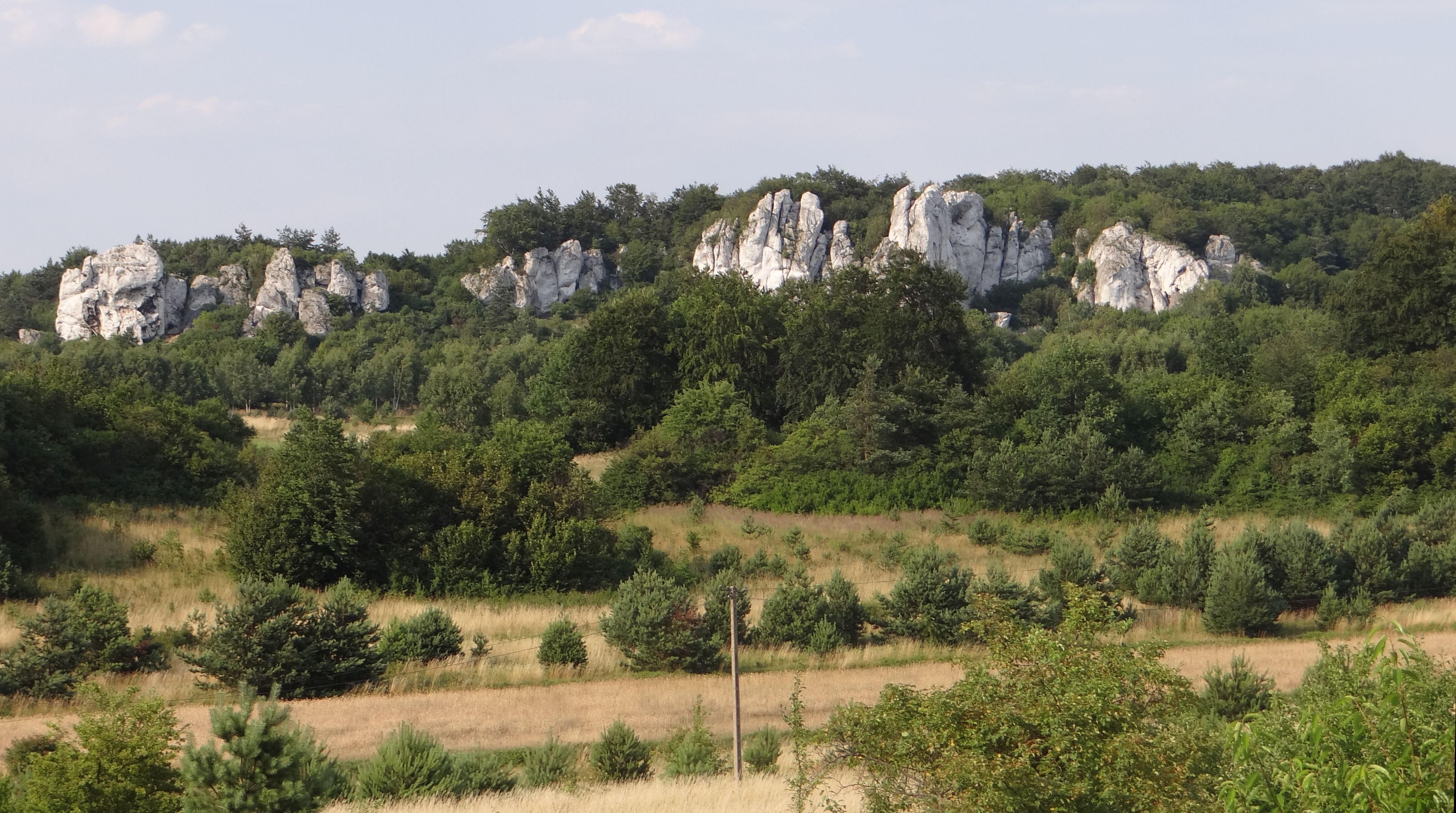
Skały Rzędkowickie
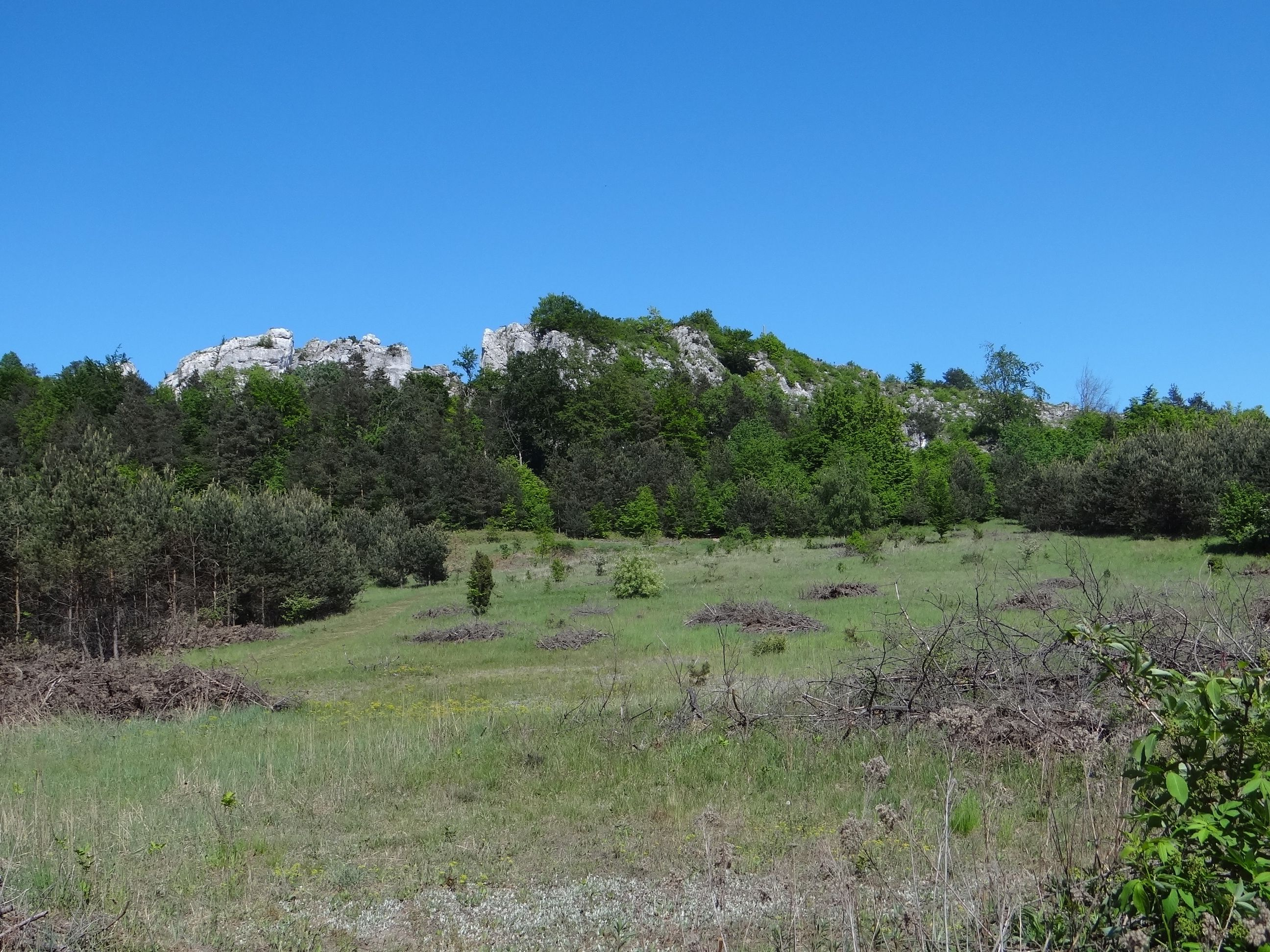
Rezerwat przyrody Góra Zborów
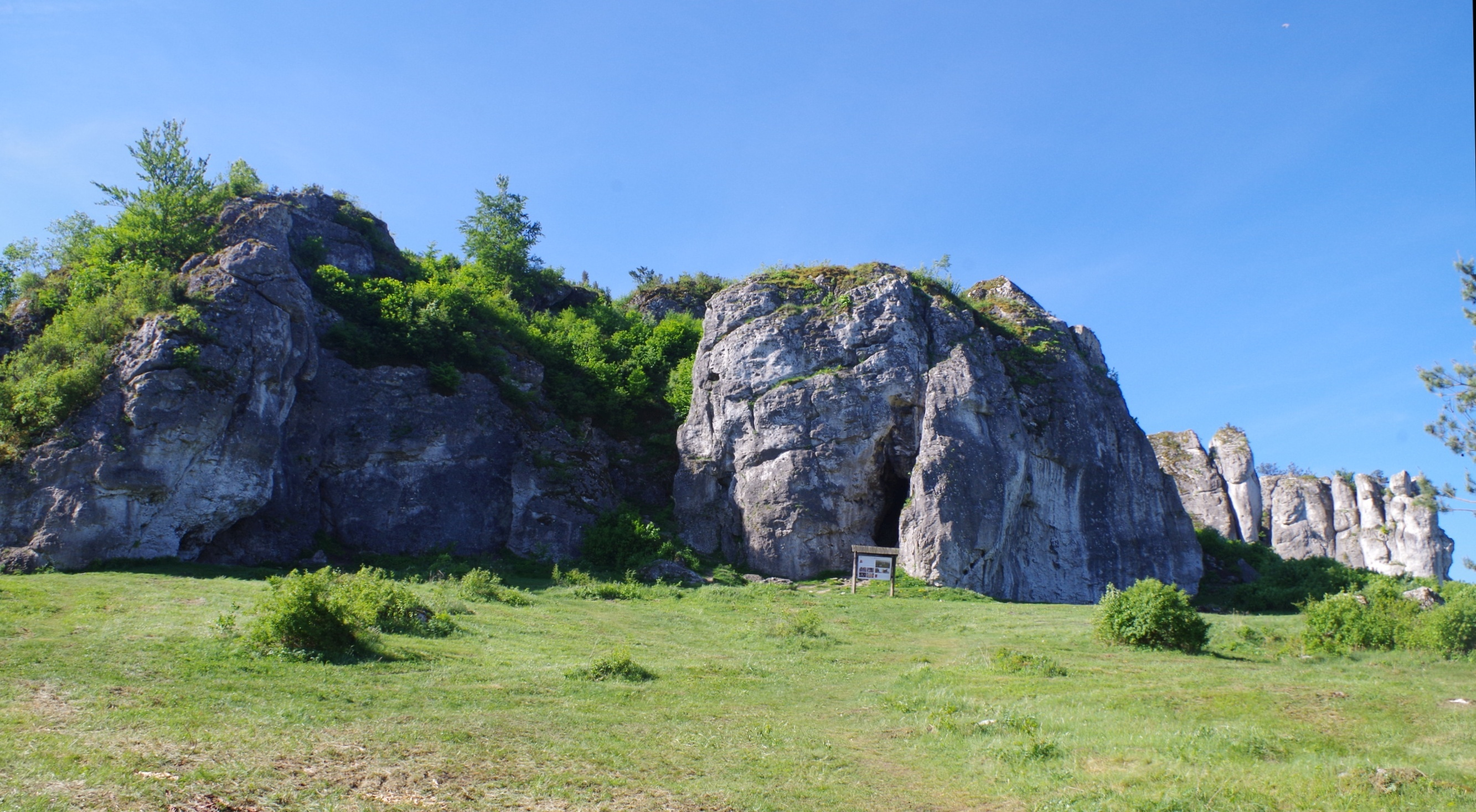
Skały Mirowskie
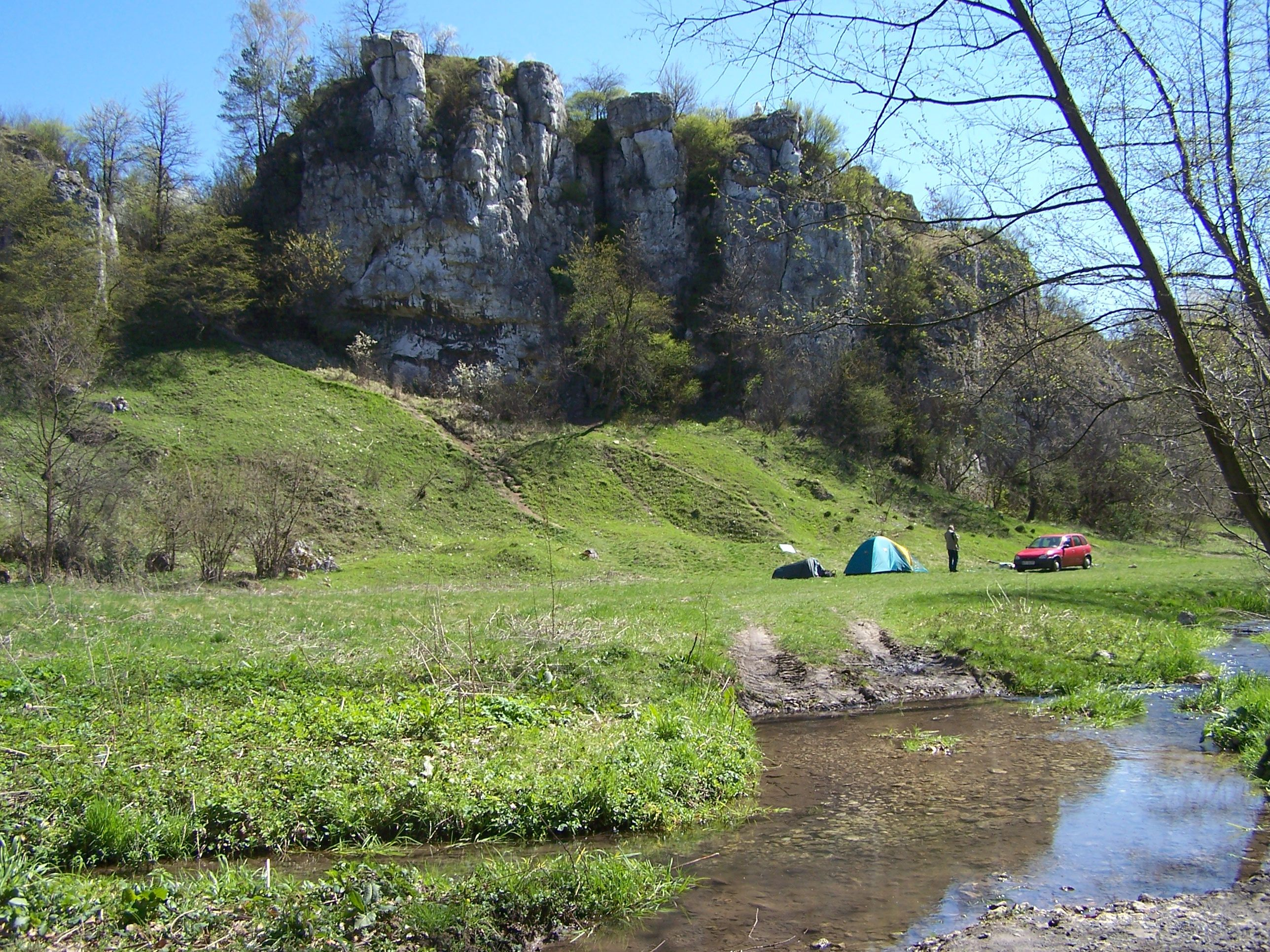
Dolina Kluczwody
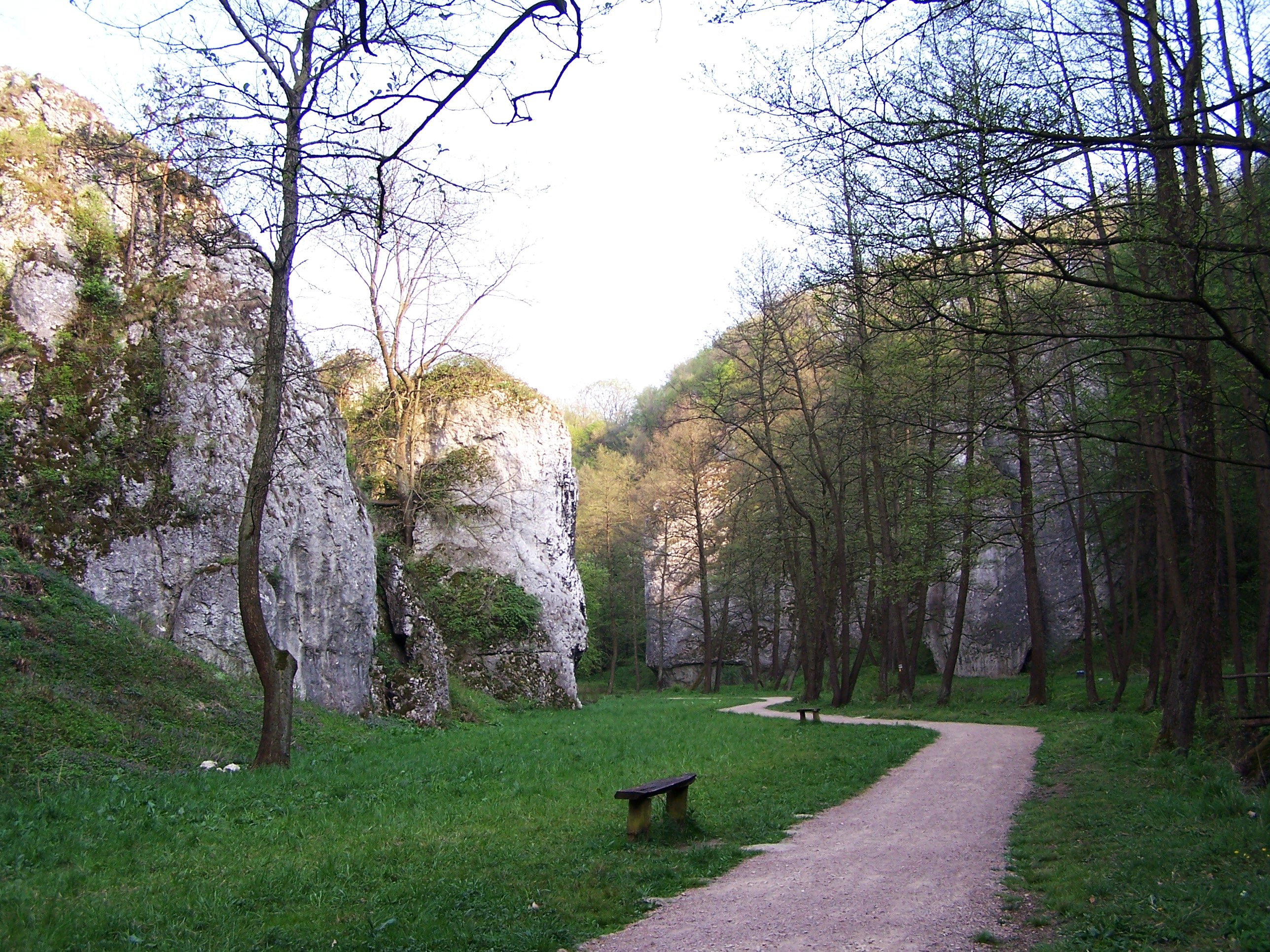
Dolina Mnikowska

## Hydrologia
W poprzek Wyżyny Krakowsko-Częstochowskiej przebiega dział wód Odry i Wisły. Między Zawierciem a Kromołowem, oddzielone jedynie nasypem kolejowym wypływają Warta uchodząca do Odry i Czarna Przemsza należąca do zlewni Wisły. Oprócz nich na wyżynie początek mają rzeki i potoki: Biała Przemsza, Pilica, Dłubnia, Szreniawa, Prądnik, Wiercica, Rudawa, Chechło, Dulówka, Kluczwoda, Sanka, Rudno, Będkówka, Kozi Bród. Porowate wapienne podłoże powoduje, że liczba cieków jest niewielka, a niektóre doliny (np. Dolina Wodącej) są suche – woda płynie ich dnem tylko po większych opadach. Rejon jest ubogi w wody powierzchniowe. Liczne i głębokie doliny, parowy i wąwozy wskazują jednak, że dawniej rejon wyżyny był zasobniejszy w wodę. Dość licznie występują wywierzyska i źródła.

## Jaskinie
Wapienne podłoże poddane działaniu wody z rozpuszczonym w niej dwutlenkiem węgla silnie ulega procesom krasowym. Stąd też liczne jaskinie i schroniska. Na Jurze opisano ich około 1500 i nadal odkrywane są następne. Większość to niewielkie schroniska. Jaskiń o długości ponad 40 m jest około 150. Najliczniejsza grupa jaskiń i schronisk jest na południowy wschód od Częstochowy. Do największych jaskiń należą:
- Jaskinia Wierna – 1027 m długości i 30 m głębokości
- Jaskinia Wierzchowska Górna – 975 m długości i 25 m głębokości
- Smocza Jama – 230 m długości i 15 m głębokości
- Jaskinia Ciemna – 209 m długości i 15 m głębokości
- Jaskinia Łokietka – 320 m długości i 7 m głębokości
- Jaskinia Mamutowa (Jaskinia Wierzchowska Dolna) – 326 m długości i 25 m głębokości
- Jaskinia Nietoperzowa (Jaskinia Jerzmanowicka) – (326 m długości i 25 m głębokości), od 2019 r. połączona z Jaskinią Zygmunta, obie jaskinie razem mają ponad 1147 m długości
- Studnisko – 337 m długości i 77,5 m głębokości
- Jaskinia Mąciwody – 185 m długości i 22 m głębokości
- Jaskinia na Świniuszce – 127 m długości i 37 m głębokości

Najgłębszą jaskinią jest Studnisko w rezerwacie przyrody Sokole Góry. Ma głębokość 77,5 m i zaczyna się pionową studnią o głębokości 30 m.
W celu zabezpieczenia przed dewastacją najcenniejsze jaskinie są zamknięte kratami, niektóre, mające postać studni, ze względów bezpieczeństwa są ogrodzone (zdarzały się śmiertelne wypadki).

## Klimat
Klimat wyżyny jest nieco odmienny od otaczających ją obszarów. Pokrywa śnieżna o średniej grubości do 20 cm zalega przez 80 dni w roku, a od kwietnia do września trwają okresy burzowe. Roczne sumy opadów mieszczą się w granicach 650–700 mm i są nieco wyższe niż w otaczających ją regionach, średnie temperatury zaś są niższe o 0,5–1,0 °C. Średnia roczna temperatura wynosi 7,5–7,6 °C. Najcieplejszym miesiącem jest lipiec ze średnią temperaturą około 17 °C, ale największe upały, z temperaturą powyżej 35 °C zdarzają się w sierpniu. Najzimniejszym miesiącem jest styczeń (średnia temperatura −3 °C). Liczba dni z pokrywą śnieżną wynosi średnio 120, sezon wegetacyjny trwa ok. 210 dni.
Są to dane średnie z wieloletnich obserwacji. W poszczególnych latach mogą się one znacznie różnić, należy też uwzględnić postępującą zmianę klimatu (stopniowe ocieplenie), oraz duże różnice mikroklimatu w poszczególnych regionach i biotopach.

## Przyroda
Flora
Wyżyna Krakowsko-Częstochowską charakteryzuje się większą różnorodnością warunków siedliskowych, niż otaczające ją rejony. Związane to jest między innymi z wapiennym podłożem. Stwierdzono występowanie około 60 naturalnych i półnaturalnych zbiorowisk roślinnych.
Lasy zajmują około 20% powierzchni. W zbiorowiskach leśnych występują głównie grądy, mieszane bory sosnowo-dębowe z domieszką jodły lub buka, świetliste dąbrowy. Do rzadkich i cennych przyrodniczo należą zespoły typowe dla gór: buczyna karpacka z domieszką jodły, kwaśna buczyna sudecka, jaworzyna górska oraz ciepłolubna buczyna storczykowa porastająca skaliste, wapienne, silnie nasłonecznione zbocza. W silnie zabagnionych dolinach rzek występują niewielkie fragmenty łęgów.
Dominują jednak zbiorowiska nieleśne. Szczególnie charakterystyczne dla Wyżyny Krakowsko-Częstochowskiej są murawy kserotermiczne na stromych, skalistych i suchych zboczach. Rosną w nich rzadkie gatunki roślin ciepłolubnych. Zaprzestanie wypasu spowodowało w wyniku naturalnej sukcesji wtórnej zarastanie ich krzaczastymi zaroślami. Aby temu zapobiec w wielu rejonach uruchomiono program ochrony i odnowy muraw kserotermicznych (usuwanie zarostu drzew i krzewów). Wzdłuż potoków na dnach dolin spotyka się półnaturalne zbiorowiska łąkowe oraz szuwarowe i torfowiskowe. Bardzo bogate w gatunki zbiorowiska łąk trzęślicowych zachowały się w Puszczy Dulowskiej. Rosną w nich takie rzadkie gatunki roślin jak pełnik europejski, kosaciec syberyjski, goryczka wąskolistna, mieczyk dachówkowaty, kilka gatunków storczyków. Charakterystyczne dla Jury siedliska tworzą wywierzyska, źródła i wypływające z nich potoki. Ich silne natlenienie i duża zawartość dwutlenku węgla, sprzyjają bujnemu rozwojowi roślinności pokrywającej dna potoków.
Duża różnorodność siedlisk powoduje występowanie bogatej szaty roślinnej, Występuje około 1300 gatunków roślin naczyniowych, 800 gatunków grzybów wielkoowocnikowych, 400 gatunków porostów i podobną liczbę mchów. Dominują ciepłolubne rośliny charakterystyczne dla Europy Zachodniej. Występują liczne gatunki roślin i grzybów prawnie chronionych i gatunki znajdujące się na czerwonych listach gatunków zagrożonych. Roślin naczyniowych jest ponad 70 gatunków, m.in. 10 gatunków storczykowatych i 2 gatunki wysokogórskie. Wśród roślin chronionych i zagrożonych dominują rośliny kserotermiczne i stepowe, ale są także rośliny związane ze środowiskiem wodnym (hydrofity), jak np. goryczka wąskolistna, kosaciec syberyjski, fiołek bagienny, aldrowanda pęcherzykowata. Endemity i gatunki rzadkie, m.in. brzoza ojcowska (w Dolinie Bolechowickiej i Kobylańskiej), przytulia krakowska, warzucha polska znaleziona w Olkuszu, ostróżka tatrzańska (subendemit tatrzański), modrzew polski.
Spotyka się rośliny występujące na reliktowych stanowiskach, oderwanych od głównego, zwartego zasięgu występowania. Są to głównie rośliny stepowe i górskie – tych naliczono około 60 gatunków. Bardzo liczna jest grupa roślin kserotermicznych – około 300 gatunków. Należą do nich m.in. typowe dla stepów gatunki, jak ostnica Jana, kostrzewa bruzdkowana, oman wąskolistny, rumian żółty, dziewanna austriacka, przetacznik ząbkowany, a także rosnące na suchych zboczach i w murawach naskalnych macierzanki: Marschalla, pannońska, austriacka, nagolistna, wczesna (jedyne w Polsce reliktowe stanowisko). W Dolinie Prądnika i Dolinie Dłubni występują rzadki aster gawędka i ostrożeń pannoński. Wśród kserotermicznych krzewów jest wiśnia karłowata, osiągająca tu zachodnią granicę swego występowania. Roślinność pustynna reprezentowana jest na obszarach piasków Pustyni Błędowskiej m.in. przez szczotlichę siwą i wydmuchrzycę piaskową.
Jednym z poważniejszych zagrożeń dla flory Jury jest duże skażenie powietrza spowodowane bliskim sąsiedztwem dużych zakładów przemysłowych oraz zmiany środowiska spowodowane osuszaniem bagien i torfowisk.
Fauna
Występuje około 50 gatunków ssaków, 170 gatunków ptaków (w tym 150 lęgowych), około 20 gatunków gadów i płazów i prawie 30 gatunków ryb. Duże zaludnienie terenu powoduje, że rzadkie są duże ssaki, w Puszczy Dulowskiej żyje jednak łoś. Inne duże ssaki: sarna, dzik, borsuk, zając szarak, kuna leśna, bóbr, wydra, chomik. Duża liczba jaskiń powoduje, że liczne są nietoperze – 21 gatunków. Takie bogactwo ich gatunków nie występuje w żadnym innym regionie Polski. Niektóre, np. nocek orzęsiony czy podkowiec duży nie występują w innych regionach Polski. Z rzadkich ptaków wymienić należy zimorodka, bociana czarnego, derkacza, dzierzbę gąsiorek. Liczne są gatunki ptaków drapieżnych: trzmielojad, jastrząb gołębiarz, krogulec, błotniak zbożowy, łąkowy i stawowy, puszczyk, sowa płomykówka, sowa uszata, pójdźka, myszołów włochaty, orlik krzykliwy oraz sokół kobuz i drzemlik.
Bogata jest fauna bezkręgowców, szczególnie gatunki charakterystyczne dla ciepłych regionów Azji oraz Europy Południowej i Południowo-Wschodniej.

## Turystyka
Ze względu na piękno krajobrazu wyżyna jest jednym z najatrakcyjniejszych regionów turystycznych w Polsce
Zamki i ruiny zamków
Dzięki korzystnej rzeźbie terenu obszar Wyżyny Krakowsko-Częstochowskiej był dogodnym miejscem budowy warowni obronnych. Wybudowano wiele zamków i strażnic, tzw. Orlich Gniazd:

- Zamczysko w dolinie Kluczwody
- Zamek Królewski na Wawelu
- Zamek w Bobolicach
- Zamek w Bydlinie
- Zamek w Gieble
- Zamek w Korzkwi
- Zamek Lipowiec
- Zamek Ogrodzieniec
- Zamek w Mirowie
- Zamek w Morawicy
- Zamek Bąkowiec
- Zamek w Olkuszu
- Zamek w Ojcowie
- Zamek w Olsztynie.
- Zamek Ostrężnik
- Zamek Pieskowa Skała
- Zamek w Pilicy
- Zamek w Smoleniu
- Zamek w Rabsztynie
- Zamek Tenczyn
- Zamek Udórz
- Zamek w Żarnowcu

Na szczytach trudno dostępnych skał wybudowano wiele mniejszych strażnic, m.in. były to Strażnica Łutowiec, Strażnica Przewodziszowice, Strażnica Suliszowice, Strażnica Ryczów.
Jaskinie
Do turystycznego zwiedzania udostępnione są: Jaskinia Łokietka, Jaskinia Ciemna, Jaskinia Wierzchowska Górna, Jaskinia Głęboka, Smocza Jama, Jaskinia Nietoperzowa.
Szlaki turystyczne
Piesze
 Szlak im. Barbary Rychlik
 Szlak Dolinek Jurajskich
 Szlak Doliny Racławki
 Szlak Gór Gorzkowskich
 Szlak Jaskiniowców
 Szlak Orlich Gniazd
 Szlak Partyzantów Ziemi Olkuskiej
 Szlak Pustynny
 Szlak Szwajcarii Zagłębiowskiej
 Szlak Tenczyński
 Szlak Tysiąclecia
 Szlak Walk 7. Dywizji Piechoty
 Szlak Warowni Jurajskich
 Szlak Zamonitu
 Szlak Ziemi Chrzanowskiej
Rowerowe
 Jurajski Rowerowy Szlak Orlich Gniazd
 Szlak Rowerowy Wokół Pieskowej Skały
Konne
Transjurajski Szlak Konny PTTK
Inne atrakcje turystyczne
- Rekonstrukcja drewnianego grodu na Górze Birów w Podzamczu,
- Pustynia Błędowska i Pustynia Siedlecka,
- Dolinki Krakowskie, najciekawsze z nich to: Dolina Kluczwody, Bolechowicka, Kobylańska, Będkowska, Szklarki, Racławki, Sąspowska
- Niektóre skały udostępniono do wspinaczki – skala trudności od II do VI.8,
- Trasy dla quadów, wyciągi narciarskie, parki linowe,
- Ruchoma Szopka Olsztyńska[3].

Nad bezpieczeństwem turystów czuwa Grupa Jurajska GOPR.

## Ochrona przyrody
Ojcowski Park Narodowy,
Zespół Parków Krajobrazowych Województwa Małopolskiego (wcześniej Zespół Jurajskich Parków Krajobrazowych),
rezerwaty:

- Rezerwat przyrody Bukowica
- Rezerwat przyrody Dolina Eliaszówki
- Rezerwat przyrody Dolina Kluczwody
- Rezerwat przyrody Dolina Potoku Rudno
- Rezerwat przyrody Dolina Racławki
- Rezerwat przyrody Dolina Szklarki
- Rezerwat przyrody Góra Chełm
- Rezerwat przyrody Góra Zborów
- Rezerwat przyrody Kaliszak
- Rezerwat przyrody Lipowiec
- Rezerwat przyrody Michałowiec
- Rezerwat przyrody Ostra Góra
- Rezerwat przyrody Ostrężnik
- Rezerwat przyrody Parkowe
- Rezerwat przyrody Pazurek
- Rezerwat przyrody Ruskie Góry
- Rezerwat przyrody Smoleń
- Rezerwat przyrody Sokole Góry
- Rezerwat przyrody Wąwóz Bolechowicki
- Rezerwat przyrody Wielki Las
- Rezerwat przyrody Zielona Góra